# 네게브 벤구리온 대학교
네게브의 벤구리온 대학교(히브리어: אוניברסיטת בן גוריון בנגב, 영어: Ben-Gurion University of the Negev)는 이스라엘의 국립대학이다. 이스라엘 남부에서 가장 큰 도시 베르셰바에 1969년에 세워졌으며 약칭은 'BGU'라고 하고, 현재 자연과학, 공학, 인문학, 사회학, 의학, 경제학 및 경영 분야의 교수진이 있으며 약 2만명의 학부생 및 대학원생이 있다.
이스라엘 제 1대 총리로 77세에 총리직에서 물러나 예루살렘의 안락한 생활을 마다하고 네게브 사막으로 가 낮엔 농사일하고, 밤에는 글을 쓴 다비드 벤구리온 이름을 따라 '벤구리온 대학교'로 명칭이 되었다.

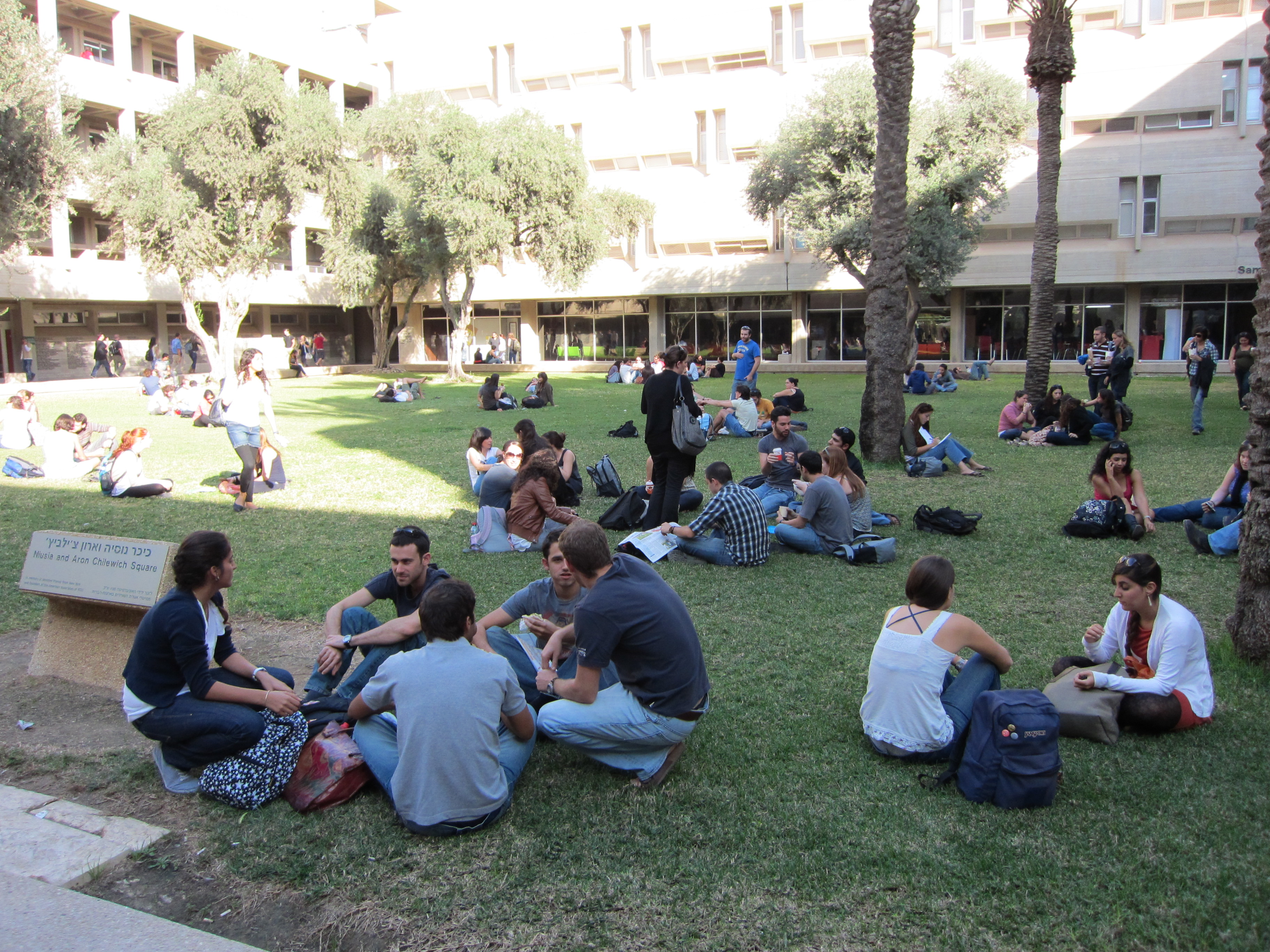
Ben Gurion University of the Negev

## 같이 보기
- 이스라엘의 교육